# Чебаки (Пермский край)
Чебаки — деревня в Пермском районе Пермского края. Входит в состав Двуреченского сельского поселения.

## Географическое положение
Расположена на левом берегу реки Сыра примерно в 26 км к юго-востоку от административного центра поселения — села Ферма, и в 36 км к юго-востоку от центра города Перми.

## Население
| 2010 |
| ---- |
| 3    |

## Улицы[2]
- Дружная ул.
- Луговая ул.
- Садовая ул.
- Тихий пер.

## Топографические карты
- Лист карты O-40-78 Серга. Масштаб: 1 : 100 000. Состояние местности на 1983 год. Издание 1984 г.